# Eishockey in der DDR
| Eishockey in der DDR | Eishockey in der DDR                              |
| -------------------- | ------------------------------------------------- |
| Verband:             | Deutscher Eislauf-Verband der DDR (1958 bis 1990) |
| IIHF-Mitglied seit:  | 9. Juni 1954                                      |
| 1. WM-Teilnahme:     | 1956                                              |
| 1. OL-Teilnahme:     | 1968                                              |
| Medaillengewinne:    |                                                   |
| EM: 1 × Bronze       |                                                   |
| 1. Meisterschaft:    | 1949                                              |
| 1. Landesmeister:    | SG Frankenhausen                                  |
| Rekordmeister:       | SG Dynamo Weißwasser (25 ×)                       |
| letzter DDR-Meister: | 1990: SG Dynamo Weißwasser                        |
| 1. Länderspiel:      | 28. Januar 1951 in Ost-Berlin gegen Polen (3:8)   |

Eishockey war in der DDR eine beliebte Sportart. Daran änderte auch der Sportbeschluss des Politbüro nichts, nach dem die Sportart eine drastische Reduzierung der Fördermittel hinnehmen musste. Organisatorisch war der Eishockeysport zunächst der Sektion Eis- und Rollhockey des Deutschen Sportausschusses zugeordnet, ab 1958 gehörte er zum Zuständigkeitsbereich des Deutschen Eislauf-Verbandes. Nach den gesellschaftlichen Umwälzungen in der DDR wurde im April 1990 der Deutsche Eishockey-Verband der DDR (DEHV) gegründet, der sich am 11. September seinem westdeutschen Pendant, dem Deutschen Eishockey-Bund anschloss.

## Geschichte des Eishockeys in der DDR

### Bildung der Oberliga

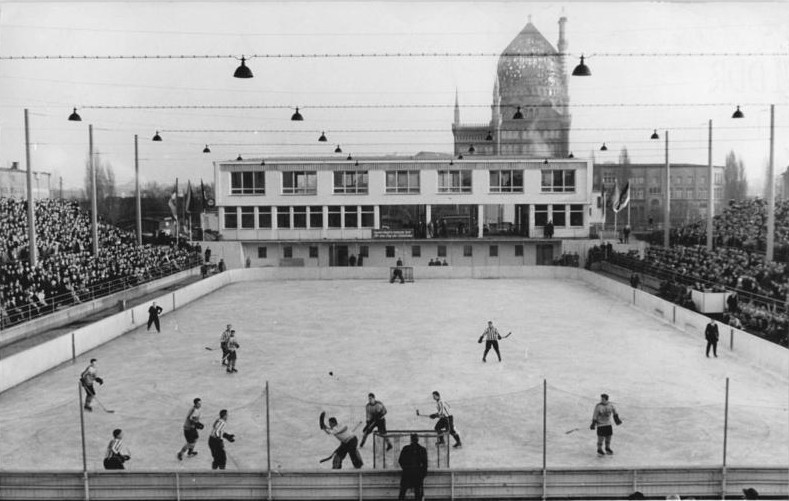
Eröffnung des Kunsteisstadions Dresden, 1960

Der 1948 gegründete Deutsche Sportausschuss setzte für den Februar des darauffolgenden Jahres die erste „Ostzonenmeisterschaft“ an. Neben einem Vertreter Ost-Berlins waren die jeweiligen Meister der Länder Sachsen, Thüringen, Sachsen-Anhalt, Brandenburg und Mecklenburg-Vorpommern teilnahmeberechtigt. Unter vier Kontrahenten – in Brandenburg und Mecklenburg-Vorpommern fanden keine Landesmeisterschaften statt – konnte sich letztlich der sächsische Vertreter SG Frankenhausen durchsetzen. Ein Jahr später wurde bei den 1. Wintersportmeisterschaften der erste Meister der neugegründeten DDR ermittelt. Da sowohl Brandenburg als auch Mecklenburg-Vorpommern unverändert keine Mannschaften entsendete, nahmen mit der BSG Kristall Weißwasser und dem Frankenhausener Ortsnachbarn BSG Textil Crimmitschau die nächstplatzierten sächsischen Teams teil. Turniersieger wurde wie schon im Vorjahr die SG Frankenhausen.
Im Herbst 1950 beschloss der Deutsche Sportausschuss die Bildung einer Liga, deren Gründungsmitglieder die vier Erstplatzierten des Vorjahres waren (SG Frankenhausen, BSG Ostglas Weißwasser, BSG Textil Crimmitschau, BSG Empor Berlin). Nach Absolvierung sämtlicher Spiele, die komplett an drei Wochenenden in der Berliner Werner-Seelenbinder-Halle – der einzigen Eislaufhalle in der DDR – ausgetragen wurden, setzte sich erstmals das Team aus Weißwasser durch. 1951/52 wurde das Teilnehmerfeld der Liga mit den amtierenden Landesmeistern Sachsens, Thüringens und Berlins (BSG Einheit-Süd Dresden, BSG Fortschritt Apolda, SG DVP Berlin) nochmals aufgestockt. Auch hier gewann die mittlerweile als BSG Chemie auflaufende Mannschaft aus Weißwasser.
In der Folgezeit unterlag das Eishockey analog zu anderen Sportarten einer zunehmenden Effektivierung seiner Leistungssport-Struktur. Dazu gehörte die Etablierung einer zweiten Spielklasse, wodurch die bisherige Liga unter dem Namen Oberliga weitergeführt wurde. Außerdem fand die nach sowjetischem Vorbild eingeleitete Organisation des Sports auf Basis von Sportträgern ihre Fortsetzung, indem sämtliche Mannschaften einer der neugegründeten Sportvereinigungen unterstellt wurden. Ab Mitte der 1950er Jahre wurden die Ressourcen nochmals gebündelt, indem die stärksten Teams Aufnahme als Eishockey-Sektion in den als künftige Leistungszentren fungierenden Sportclubs fanden. Im Zuge der aus diesen Maßnahmen resultierenden Gründungen, Zusammenschlüssen sowie Verlegungen von Mannschaften änderte sich das Teilnehmerfeld der Oberliga ständig. So kamen in den Jahren neue Teams wie SC Motor Berlin, HSG Wissenschaft HU Berlin, SG Dynamo Rostock, ASK Vorwärts Berlin hinzu. Obwohl bereits durch zwei Kadermannschaften vertreten, stammte ein Großteil der Spieler aus der Crimmitschauer/Frankenhausener Region, die bereits in den 1930er Jahren aufgrund des scheinbar unendlichen Reservoir an Nachwuchstalenten vom damaligen Reichstrainer „Bobby“ Bell als „Klein-Kanada“ bezeichnet wurde. Trotzdem erwiesen sich mit der Zeit die beiden Vertreter der Sportvereinigung Dynamo (SC Dynamo Berlin und SG Dynamo Weißwasser, Nachfolger der SG DVP Berlin bzw. der BSG Chemie Weißwasser) als die dominanten Oberliga-Teams, die ausnahmslos die Titelentscheidungen unter sich ausmachten.

### Der Leistungssportbeschluss von 1969
Im September 1970 erfuhr der Eishockeysport die Auswirkungen der schon 1969 von der DDR-Staatsführung und dem Deutschen Turn- und Sportbund (DTSB) vorgenommenen Sportartenklassifizierung, nach der Eishockey neben weiteren Sportarten nur noch in der Kategorie II („gefördert“) geführt wurde. Die offizielle Begründung dafür war die Kosten- und Devisenintensität dieses Sports, da die meisten Ausrüstungsgegenstände wie Schläger und Schlittschuhe in der DDR nicht hergestellt wurden und importiert werden mussten. Bezeichnend dafür ist die damals gemachte Äußerung des Staatssekretärs für Körperkultur und Sport, Rudolf Hellmann: „Wir brauchen zum Aufbau der sozialistischen Wirtschaft jede Mark. Um Eishockey zu betreiben, benötigt man jährlich die Finanzen von etwa zwei hochseefisch-verarbeitenden Kühlschiffen. Also, liebe Sportler, was brauchen wir dringender: Eishockey oder Kühlschiffe?“ (Zitiert nach Lachmann) Darüber hinaus besaß Eishockey im Zuge der zunehmenden (olympischen) Medaillen-Fokussierung als Team-Sportart einen deutlichen Nachteil gegenüber den Individual-Sportarten.
Die durch die Kürzungen freigewordenen Ressourcen wurden umgehend den Leistungszentren der verbliebenen „besonders geförderten“ Sportarten zugestellt, vom Wegfall der Eishockey-Sektionen profitierten so in erster Linie die Eiskunstläufer in Form von zusätzlichen Trainingszeiten („Eiszeiten“).

### Die „kleinste Liga der Welt“
Der Leistungssportbeschluss hatte nach der Saison 1969/70 die Auflösung der Eishockey-Leistungszentren zur Folge. Einzige Ausnahme bildeten die beiden Dynamo-Teams, die aufgrund einer Intervention des Ministers für Staatssicherheit und Vorsitzenden der SV Dynamo, Erich Mielke weiterbestehen durften. Nachdem Überlegungen verworfen wurden, die beiden verbliebenen Mannschaften in die oberste Spielklasse Polens einzugliedern – DDR-Meister sollte am Ende das höher platzierte Team werden –, wurde der Spielbetrieb der nunmehr reduzierten Oberliga fortgeführt. Der Spielmodus sah eine gerade Anzahl von Spielen vor, die zu gleichen Teilen in Berlin und Weißwasser ausgetragen werden sollten. Die Titelvergabe richtete sich dabei ausschließlich nach den erreichten Punkten.
In den ersten Jahren konnte sich nahezu unverändert der bisherige Abonnementsmeister aus Weißwasser gegen die Berliner Dynamos behaupten. Mitte der 1970er Jahre setzte schließlich eine Änderung des Kräfteverhältnisses zugunsten der Hauptstädter ein, die aus den anschließenden 15 Meisterschaftsrunden nur dreimal nicht als Sieger hervorgingen. Ihre anhaltende Dominanz in Verbindung mit der bedingt kurzen Eishockey-Saison führte bei den Berlinern mit den Jahren zu der Situation, dass die Zuschauer den Meisterschaftsspielen im heimischen Sportforum Hohenschönhausen zunehmend fernblieben. Dagegen erfreute sich der vermeintliche Außenseiter aus der Lausitz weiterhin einer ungebrochenen Begeisterung und trug seine Begegnungen im 15.000 Besucher fassenden Freiluftstadion oftmals vor ausverkauften Haus aus. Hartnäckige Gerüchte über eine angebliche Bevorteilung der Berliner seitens der Schiedsrichter führten dabei nach strittigen Schiedsrichterentscheidungen zu vereinzelten Spielabbrüchen wegen Zuschauerausschreitungen.
Zur Steigerung der Attraktivität der Meisterschaftsserie wurde in der Saison 1986/87 ein neuer Modus eingeführt. Dieser beinhaltete ein Play-off-System mit drei Serien im Best-of-Five-Modus, wobei unentschiedene Begegnungen im Sudden Death bzw. Penaltyschießen entschieden wurden. Die Meisterschaftsentscheidung war gefallen, sobald einer der beiden Oberligisten zwei Serien für sich entschieden hatte.
Im Laufe der politischen Wende in der DDR nahmen die Klubvorsitzenden aus Berlin und Weißwasser Dieter Waschitowitz und Rüdiger Noack bereits im Dezember 1989 Kontakt mit dem Deutschen Eishockey-Bund (DEB) auf, um die Aufnahme der DDR-Clubs in die westdeutsche Ligenstruktur zu klären. Ursprünglich war eine Aufnahme in die 2. Bundesliga Nord vorgesehen, nachdem die dortigen Vereine sich aber nicht auf eine Aufnahme einigen konnten, wurden die beiden Vereine in die Bundesliga aufgenommen. Die beiden Nachfolgevereine – die Sektion Eishockey des SC Dynamo Berlin hatte sich am 21. März 1990 als EHC Dynamo Berlin ausgegliedert, die SG Dynamo Weißwasser war zum PEV Weißwasser geworden – wurden am 10. Mai 1990, also knapp fünf Monate vor der staatlichen Wiedervereinigung, in den DEB aufgenommen und konnten in der Saison 1990/91 in der Bundesliga starten.

### Die Bestenermittlung

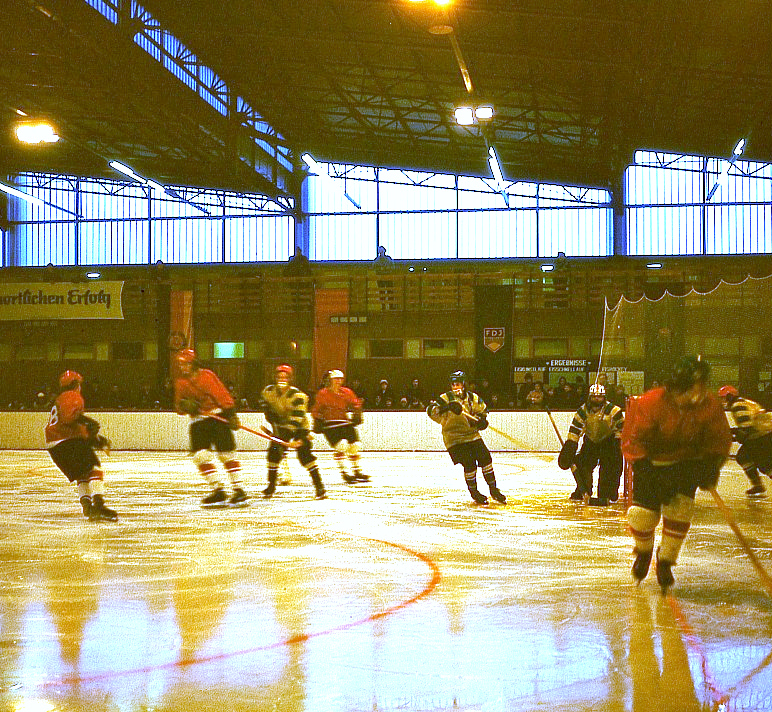
Spielszene, 1975

Nach der Abstufung des DDR-Eishockeys aus dem Kreis der besonders geförderten Sportarten fanden sich die Teams der aufgelösten Leistungszentren teilweise unter dem Dach der breitensportlichen Betriebssportgemeinschaften zusammen, wo sie künftig ohne zentrale Zuwendungen auskommen mussten und in der Regel keine Nachwuchsmannschaften mehr unterhalten konnten. Der Spielbetrieb fand, nicht zuletzt auch dank der ehrenamtlichen Arbeit zahlreicher Eishockey-Anhänger, seine Fortsetzung auf Bezirksebene, die Bezirksmeister wiederum spielten in einem jährlich ausgetragenen Endrundenturnier den „DDR-Amateurmeister“ aus. Da diese Bezeichnung automatisch die „Rest“-Oberliga in den Stand des Profisport erheben würde – wie in den anderen sozialistischen Staaten beharrte auch die DDR-Sportführung auf den ausschließlichen Amateur-Status für seine Sportler – lautete die offizielle Bezeichnung dieser Veranstaltung Bestenermittlung.
Erstmals wurde die Bestenermittlung im März 1971 in Crimmitschau ausgetragen, welche die gastgebende BSG Einheit souverän gewinnen konnte. Auch in den nachfolgenden Austragungen konnten sich die Westsachsen durchsetzen, was nicht zuletzt auch der ungewöhnlich hohen Dichte an Nachwuchsspielern geschuldet war. Mitte der siebziger Jahre etablierte sich mit Monsator Berlin ein Gegner, der sich letztlich auch für das Crimmitschauer Team als zu spielstark erwies und mit insgesamt 13 Erfolgen (inklusive des Nachfolgers SG Dynamo „Fritz Lesch“ Berlin) zum absoluten Rekordtitelträger avancierte. Im Gegensatz zu der aus „Feierabendspielern“ bestehenden Crimmitschauer Sportgemeinschaft rekrutierte sich das Hauptstadt-Team vorrangig aus ehemaligen Kaderspielern des SC Dynamo.
Wie Dynamo Berlin und Weißwasser konnten auch mehrere Amateurmannschaften bereits vor bzw. kurz nach der Wiedervereinigung am Spielbetrieb der BRD teilnehmen: Der ETC Crimmitschau (zuvor EHC) in der Bayernliga (5. Liga), der ESV Schierke an der Landesliga Niedersachsen (6. Liga), der Rostocker EC (Fusion aus BSG Chemie 70 und BSG Schifffahrt/Hafen) an der Landesliga Hamburg/Schleswig-Holstein und der Berliner SV AdW an der Regionalliga Nord.

### Das DDR-Eishockey im internationalen Vergleich

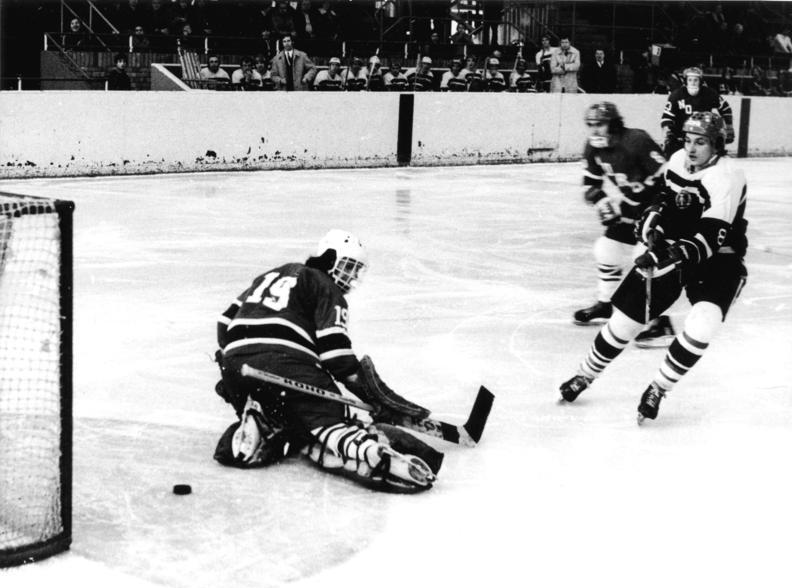
Länderspiel gegen Norwegen, März 1974

Trotz der Unterstützung vom Ministerium für Staatssicherheit und vom Ministerium des Innern als Sportträger der SV Dynamo unterlag der Kaderbereich im DDR-Eishockey weitreichenden Einschränkungen. So durften die DDR-Teams nur dank der Fürsprache der sowjetischen und tschechoslowakischen Eishockeyverbände weiterhin bei den Europapokal-Wettbewerben starten. Dort konnten der SC Dynamo Berlin viermal und die SG Dynamo Weißwasser zweimal in die Runde der letzten Vier einziehen und so wiederholt für Aufsehen sorgen.
Das Gleiche galt für die Nationalmannschaft, die allein mit ihrer wiederholten Qualifikation für die A-Weltmeisterschaften ein gemessen an den äußeren Umständen respektables Ergebnis erreichte. Nach ihrem Abstieg 1985 in die B-Weltmeisterschaft hatte jedoch die DDR-Auswahl auf DTSB-Weisung die entscheidenden Spiele zu verlieren, um einen erneuten Aufstieg zu vermeiden. Darüber hinaus wurde – obwohl sportlich qualifiziert – bei sämtlichen olympischen Winterspielen zwischen 1972 und 1984 auf das Startrecht verzichtet. Der größte Erfolg im gesamten DDR-Eishockey überhaupt bildete der Gewinn der Bronzemedaille bei der Europameisterschaft 1966. Nach Abschluss der im Rahmen der Welttitelkämpfe ausgetragenen Wettbewerbe bekamen zunächst die Schweden die Plakette zuerkannt, da nach der herkömmlichen Version die WM-Platzierung der europäischen Teilnehmer ausschlaggebend waren. Durch die Nichtberücksichtigung der Partien gegen die nordamerikanischen Vertreter USA und Kanada stand die DDR-Mannschaft als EM-Dritter fest. Als Kuriosum am Rande erhielten die Spieler ihre Bronzemedaille erst 1999 – neun Jahre nach dem Ende der DDR.

## Bedeutende Spieler
| - René Bielke - Friedhelm Bögelsack - Reinhardt Fengler - Dieter Frenzel - Hans Frenzel - Guido Hiller | - Gerhard Kießling - Harald Kuhnke - Hartmut Nickel - Rainer Patschinski - Dietmar Peters - Dieter Pürschel - Joachim Ziesche |